# Fangataufa
Fangataufa of Fangatafoa is een atol dat behoort tot de Tuamotueilanden die weer deel uitmaken van Frans-Polynesië. Het is 9,5 km lang en 9,5 km breed en heeft een landoppervlak van 5 km². Het ligt zo'n 1190 km ten zuidoosten van Tahiti en 37 km ten zuiden van Moruroa.

## Geologie
Het atol ontstond rond de top van een vulkaan die 33,3 tot 34,7 miljoen jaar geleden 3250 meter vanaf de zeebodem oprees.

## Geschiedenis
De eerste Europeaan die het eiland bezocht was Britse zeevaarder Frederick Beechey op 27 januari 1826. In 1841 werd het eiland Frans territorium. Fangataufa is tot in de 20e eeuw in sommige perioden bewoond geweest. 

### De Fransekernproeven
In 1964 werden de bewoners van het eiland (en het atol Moruroa) definitief geëvacueerd op last van de Franse regering en kwam het Franse leger in actie om de infrastructuur aan te leggen die noodzakelijk was voor het uitvoeren van kernproeven. Het eiland kwam ook onder direct gezag van de regering in Parijs.  Op 19 juli 1966 werd de eerste atoombom (70 kT TNT) door een bommenwerper op het eiland afgeworpen en op 24 augustus 1968 testte Frankrijk zijn eerste waterstofbom (2,6 megaton TNT) op het eiland. Tussen 1966 en 1996 werden er door de Franse krijgsmacht dertien kernproeven uitgevoerd. Dit waren vijf bovengrondse en zeven ondergrondse tests.
Na 1996 werd de hele militaire infrastructuur ontmanteld. Met Google Earth (2017) is te zien dat de start- en landingsbaan in het noorden van het eiland overwoekerd is. Hoewel de plaatselijke Polynesische regering gevraagd heeft om het gezag over de eilanden terug te krijgen, vallen de eilanden nog steeds direct onder de Franse regering in Parijs. Er wordt regelmatig onderzoek gedaan naar de achtergebleven radioactieve besmetting. In een rapport uit 2006 aanvaardde de Franse regering de volledige verantwoordelijkheid voor de sociale en economische gevolgen en de gezondheidsproblemen van de bewoners van de archipel.
Volgens een rapport uit 2016 bedroeg de door de kernproeven veroorzaakte radioactieve straling 0,1% van de natuurlijke achtergrondstraling van 1,4 mSv/an (= 1,4 millisievert/jaar). Dit betrof het bewoonde gebied in heel Frans-Polynesië buiten de eilanden waarop de proeven plaatsvonden en het ging vooral om de verontreiniging met het isotoop cesium-137. Op de website van avibase staat een lijst met broedvogels op Fangataufa. Er komen 22 meest zeevogelsoorten voor waaronder vijf soorten van de Rode Lijst van de IUCN waaronder de hendersonstormvogel (Pterodroma atrata).